# Dave Green
Pour les articles homonymes, voir Green et David Green.
Ne doit pas être confondu avec David Greene (réalisateur).
David « Dave » Green est un réalisateur américain de films et clips vidéos.

## Biographie
Il commence sa carrière audiovisuelle comme assistant de production sur le film Cruel Game (2002), puis sur Spider-Man 2 (2004) et Spider-Man 3 (2007).
Dave Green réalise ensuite plusieurs clips musicaux, comme la reprise de This Must Be the Place de Talking Heads par Miles Fisher en 2009. La même année, il met en scène un court métrage animé intitulé Meltdown.
En 2010, Dave Green réalise un nouveau court métrage, Pinkberry: The Movie, avec Miles Fisher, puis la série télévisée Zombie Roadkill, avec Thomas Haden Church et produite par Sam Raimi.
En 2011, Dave Green et Miles Fisher développement le court métrage viral New Romance pour promouvoir Destination finale 5. En 2011, il dirige le court métrage Dial M for Murder pour le site Funny or Die.
Dave Green fait ses débuts au cinéma en réalisant le long métrage de science-fiction Écho produit par Walt Disney Pictures. Sorti en 2014, le film rapporte plus de 45 millions de dollars de recettes dans le monde, pour un budget de seulement 13 millions.
En aout 2013, Warner Bros. annonce que Dave Green réalisera le film d'action et science-fiction Lore, adapté d'un roman graphique d'Ashley Wood et T.P. Louise. Cory Goodman et Jeremy Lott écrivent le script, alors que Dwayne Johnson doit tenir le rôle principal. Finalement, Dave Green est annoncé par Paramount Pictures, en décembre 2014, comme réalisateur de Ninja Turtles 2, suite de Ninja Turtles, qui avait rapporté 477 millions de dollars dans le monde. Le film sortira en 2016 .

## Filmographie

### Réalisateur

#### Longs métrages
- 2014 : Écho (Earth to Echo)
- 2016 : Ninja Turtles 2 (Teenage Mutant Ninja Turtles: Out of the Shadows)
- 2026 : Coyote vs. Acme

#### Courts métrages
- 2009 : This Must Be the Place
- 2009 : Meltdown
- 2010 : Zombie Roadkill (série télévisée) - 6 épisodes
- 2011 : Ham Sandwich
- 2011 : Dial M for Murder

#### Clips musicaux
- 2009 : This Must Be the Place de Miles Fisher
- 2011 : New Romance de Miles Fisher
- 2011 : Nudgin’ (Puppies) de The Harmonious Pimps of Harmony
- 2011 : Pacific Coast Eyes de Graham Colton
- 2012 : T. J. Miller de T. J. Miller

#### Publicités
- 2011 : Liquid Flow[12]
- 2011 : Trojan2Go - Sri Lanka (pour la marque Trojan)[12]
- 2011 : White Arrows[12]